# У дев'ятому номері
«У дев’ятому номері» (англ. Inside No. 9) — британський комедійний телесеріал-антологія, вперше вийшов в ефір у 2014 році на телеканалі BBC. Автори проекту Ріс Ширсміт та Стів Пембертон. Кожен епізод — це самостійна історія з новими персонажами та новою обстановкою. Окрім сценаристів, кожен епізод має новий склад, що дозволяє залучити низку відомих акторів. Історії пов’язує якимось чином лише цифра "9", яка з'являється в кожному епізоді, і знаходиться на задньому плані всіх епізодів.
Теми різняться залежно від епізоду, але всі вони, крім сюжету, мають елементи чорного гумору. Перший сезон був показана в 2014 році, який складається з шести епізодів та одного спеціального, який був показаний лише в інтернеті. Другий сезон вийшов в 2015 році, який також складається з шести епізодів. Третій сезон розпочався з різдвяного спектаклю в грудні 2016 року, а потім ще п’ять епізодів, які вийшли в лютому 2017 року. Четвертий сезон вийшов в 2018 році. В жовтні 2018 року був показаний спеціальний епізод. П’ятий сезон був показаний в 2020 році. 9 березня 2020 року ВВС оголосила, що серіал продовжений ще на два сезони. Прем'єра шостого сезону відбулася 10 травня 2021 року.
Серіал загалом дуже добре сприйняли критики, які високо оцінили гумор та креативність сценарію. Серіал виграв приз "Sketch and Comedy" на 35-му щорічному Міжнародному медіа фестивалі в Банфі, а також отримав комедійний приз на церемонії Rose d'Or в 2016 році. Він був номінований на премію «Кращий телевізійний ситком» на Freesat Awards 2014 року, на премію Broadcast за кращу оригінальну програму. На British Comedy Awards 2014 отримав дві номінації "за кращу нову комедійну програму" та "за кращу комедійну драму". На сайті Comedy.co.uk Awards він був визнаний «Кращою телевізійною комедійної драмою» в 2014, 2015, 2016 і 2017 роках, і був названий «комедією року» в 2017 і 2018 роках..

## Формат
«У дев’ятому номері» — антологічний серіал, у кожному епізоді представлена нова історія, нова обстановка та нові персонажі. Тривалість одного епізоду 30 хвилин, і самостійна історія приходить до логічного закінчення. Історії пов’язані насамперед тим, що кожна з них має елемент історії, пов’язаний з числом 9, це може бути будинок, гардеробна або навіть взуття з дев'ятим розміром. У кожному епізоді знімаються Ріс Шерсміт або Стів Пембертон. Кожен епізод — це фактично коротка п’єса. У кожному епізоді "У дев’ятому номері" десь на екрані присутній декоративний заєць. За словами Пембертона, "Оскільки кожен епізод настільки дико відрізняється, що насправді їх нічого не пов'язувало, крім того, що всі вони були всередині дев'ятої цифри, я просто подумав, що було б непогано мати об'єкт, який ти міг би сховати і просто мати там. Однак особливого значення для самого зайця немає.
Як це характерно для роботи Шерсміт і Пембертон, сценарії стосуються темних тем, наприклад, перший епізод стосується інцесту, сексуального насильства над дітьми та вбивств. В сюжетних лініях використовуються різного роду повороти та сюрпризи. Епізоди, як правило, починаються зі сцен "цілковитої банальності", перш ніж розкриється сюжет. Незважаючи на різні епізоди, що містять не пов'язані між собою сюжети та персонажі, один рецензент сказав, що всі вони пов'язані "ртутним синтезом хворобливої комедії, злих соціальних коментарів та справжньої моторошності".
«У дев’ятому номері» дещо обґрунтованіший і реалістичніший, ніж попередні роботи письменників, такі як «Психовіль» та «Ліга джентльменів». Пембертон сказав, що вони з Шерсмітом вирішили не змішувати світи цього серіалу та їхні попередні проекти, але тим не менше включають випадкові посилання; наприклад, персонаж під назвою "Оллі" згадується в одному з епізодів, і автори уявляли, що це Оллі Плімсолес з Легца Акімбо, який являється персонажем з "Ліги джентльменів". Подібним чином було вказано в спеціальних заходах «Ліги джентльменів», що відбулися у 2017 році.

## Виробництво та розробка
У 2012 році, після закінчення попереднього шоу Психовіл, письменникам Пембертону та Шерсміт було доручено створити дві серії. Тоді було незрозуміло, чи це будуть дві серії "У дев'ятому номері", відомі тоді під робочою назвою "Happy Endings", або одна серія "У дев'ятому номері" та серію якоїсь іншої програми. У дев'ятому номері повинен був бути створений командою ВВС, пізніше виявилося, що ними стали Девід Керр (режисер), Джон Плугмен (виконавчий продюсер) та Адам Тенді (продюсер).

## Акторський склад
В кожній серії є нові персонажі, то сценаристи змогли залучити велику кількість акторів. Пембертон і Шерсміт знімалися майже в кожному епізоді, але вони не завжди грали головні ролі. Шерсміт пояснив це тим, що вони "писали це не для того, щоб ми могли бути в них. Ми спочатку писали історії, а потім думали, чи можемо ми бути в них?". Пембертон з'являється у всіх епізодах, крім "The Harrowing", тоді як Шерсміт з'являється у всіх епізодах, крім "Last Gasp".
| 1 сезон | 2 сезон | 3 сезон | 4 сезон | Спецепізод                    | 5 сезон | 6 сезон |
| --- | --- | --- | --- | ----------------------------- | --- | --- |
| 1. "Sardines" - Кетрін Паркінсон - Тім Кі - Люк Паскуаліно - Офелія Ловібонд - Енн Рід - Джуліан Ріндж-Тутт - Анна Канцлер - Марк Вутон - Бен Віллбонд - Тімоті Вест 2. "A Quiet Night In" - Денис Лоусон - Уна Чаплін - Джойс Вегері - Кайван Новак 3. "Tom & Gerri" - Джемма Артертон - Конлет Гілл 4. "Last Gasp" - Люсі Хатчінсон - Софі Томпсон - Девід Беделла - Темзін Ґреґ - Адам Дікон 5. "The Understudy" - Маршал Ліндсі - Джулія Девіс - Розі Кавалієро - Роджер Сломан - Ді Ботчер - Річард Кордері - Брюс Макіннон - Джо Стоун-Февінгс 6. "The Harrowing" - Емі-Фіфіон Едвардс - Гелен Маккрорі - Поппі Раш - Шон Баклі | 1. "La Couchette" - Джулі Гесмондхалх - Марк Бентон - Джессіка Ганнінг - Джек Уайтхолл - Джордж Глейвз 2. "The 12 Days of Christine" - Шерідан Сміт - Том Райлі - Стейсі Лю - Мікеле Дотріс - Джессіка Еллербі - Пол Коплі - Джоель Літтл - Декстер Літтл 3. "The Trial of Elizabeth Gadge" - Девід Ворнер - Рут Шин - Сінеад Метьюз - Джим Ховік - Тревор Купер - Пол Кей 4. "Cold Comfort" - Джейн Горрокс - Ніккі Амука-Берд - Тоні Вей - Едвард Істон - Вільма Холлінгбері - Кет Хьюз - Джеймс Міхен - Вікі Холл 5. "Nana's Party" - Крістофер Вітлоу - Клер Скіннер - Єва Гордон - Елсі Келлі - Лотарингія Ешборн 6. "Seance Time" - Софі Макшера - Елісон Стедман - Ден Старкі - Каріад Ллойд - Еліс Лоу - Каден-Елліс Волл | 1. "The Devil of Christmas" - Рула Ленська - Джессіка Рейн - Джордж Бедфорд - Дерек Якобі - Каван Клеркін - Наз Османоглу 2. "The Bill" - Філіп Ґленістер - Джейсон Уоткінс - Еллі Уайт - Каллум Коутс 3. "The Riddle of the Sphinx" - Олександра Роуч 4. "Empty Orchestra" - Темзін Аутуейт - Сара Хадленд - Явон Принс - Емілі Хаулетт - Ревека Хіндс 5. "Diddle Diddle Dumpling" - Кілі Хоус - Метью Байнтон - Денні Бейкер - Роза Струдвік 6. "Private View" - Фіона Шоу - Моргана Робінзон - Фелісіті Кендал - Пітер Кей (в титрах не вказаний) - Монтсеррат Ломбард - Джонні Флінн - Мюріель Грей | 1. "Zanzibar" - Джейганн Ай - Рорі Кіннір - Білл Патерсон - Марсія Уоррен - Гетті Мораган - Хелен Монкс - Таня Френкс - Кевін Елдон 2. "Bernie Clifton's Dressing Room" - Сіан Гібсон 3. "Once Removed" - Нік Моран - Моніка Долан - Емілія Фокс - Девід Колдер - Руфус Джонс 4. "To Have and To Hold" - Нікола Уокер - Міранда Хеннессі - Магдалина Курек - Том Малхерон 5. "And the Winner Is..." - Кеннет Кренем - Вулгар Фенелла - Зої Вонамейкер - Ноель Кларк - Фібі Горобець 6. "Tempting Fate" - Веруче Опія - Найджел Планер - Рубен Плайер | 1. "Dead Line" - Стефані Коул | 1. "The Referee's a W***er" - Девід Морріссі - Стів Спірс - Ральф Літтл - Діпо Ола 2. "Death Be Not Proud" - Дженна Коулман - Кадіфф Кірван - Сара Солемані - Девід Бамбер 3. "Love's Great Adventure" - Деббі Раш - Габі Френч - Боббі Шофілд - Оллі Хадсон-Крокер 4. "Misdirection" - Фінн Вайтгед - Джил Халфпені - Том Гудман-Гілл 5. "Thinking Out Loud" - Максин Пік - Філ Девіс - Іоанна Кімбук - Сандра Гайер - Сара Кестельман 6. "The Stakeout" - Ребекка Каллард - Малік Ібгейс | 1. "Wuthering Heist" - Кевін Бішоп - Джема Вілан - Патерсон Джозеф - Роза Робсон - Діно Келлі 2. "Simon Says" - Нік Мохаммед - Ліндсі Дункан 3. "Lip Service" - Сіан Кліффорд - Чарльз Армстронг 4. "Hurry Up and Wait" - Поліна Маклінн - Донна Престон - Бхавна Лімбахія - Адріан Данбар 5. "How Do You Plead?" - Дерек Якобі - Аарон Ніл - Стенлі Лейн 6. "Last Night of the Proms" - Дебра Гіллетт - Бамшад Абеді-Амін - Парафія Сари - Джуліан Гловер - Джек Вулф |

## Сезони
| Сезон | Сезон      | Епізоди    | Дата показу     | Дата показу     |
| Сезон | Сезон      | Епізоди    | Прем'єра        | Фінал           |
| ----- | ---------- | ---------- | --------------- | --------------- |
|       | 1          | 6          | 5 лютого 2014   | 12 березня 2014 |
|       | 2          | 6          | 26 березня 2015 | 29 квітня 2015  |
|       | 3          | 6          | 27 грудня 2016  | 21 березня 2017 |
|       | 4          | 6          | 2 січня 2018    | 6 лютого 2018   |
|       | Спеціальна | Спеціальна | 28 жовтня 2018  | 28 жовтня 2018  |
|       | 5          | 6          | 3 лютого 2020   | 9 березня 2020  |
|       | 6          | 6          | 10 травня 2021  | 14 червня 2021  |

### 1 сезон (2014)
| Загальний № | № серії | Назва                         | Режисер    | Дата прем'єри   | Глядачів (у мільйонах) |
| --- | ------- | ----------------------------- | ---------- | --------------- | ---------------------- |
| 1 | 1       | «Сардини» «Sardines»          | Девід Керр | 5 лютого 2014   | 1.06                   |
| Ребекка і Джеремі влаштовують вечірку в будинку сім'ї Ребекки. Гості грають у «сардини».Гра в якій одна людина ховається, а інші гравці повинні знайти її, якщо знаходять, то приєднуються до неї у сховок. |         |                               |            |                 |                        |
| 2 | 2       | «Тиха ніч» «A Quiet Night In» | Девід Керр | 12 лютого 2014  | 0.94                   |
| Едді і Рей залазять до розкішного будинку, щоб вкрасти картину, тоді як господарі Джеральд і Сабріна, які живуть в будинку, сперечаються. |         |                               |            |                 |                        |
| 3 | 3       | «Том і Джеррі» «Tom & Gerri»  | Девід Керр | 19 лютого 2014  | 1.00                   |
| Том вчитель початкових класів. Одного вечора безхатько на ім'я Мігг повертає загублений гаманець Тома, і вони починають жити разом, дівчина Тома Геррі не дуже задоволена цією новиною. В результаті життя Тома різко змінюється. |         |                               |            |                 |                        |
| 4 | 4       | «Останній подих» «Last Gasp»  | Девід Керр | 26 лютого 2014  | 0.87                   |
| Поп-зірка Френкі Парсонс у супроводі асистента Сі та представника WishmakerUK Саллі відвідують хвору Тамсін на її дев'ятий день народження, але раптом Френкі падає і померає під час того як надував повітряну кулю. Грем батько Тамсін усвідомлює, що останній подих Френкі може бути надзвичайно цінним, і присутні в кімнаті починають сперечаютись щодо права власності на повітряну кулю. |         |                               |            |                 |                        |
| 5 | 5       | «Дублер» «The Understudy»     | Девід Керр | 5 березня 2014  | 0.72                   |
| Тоні актор театру виконує головну роль в шекспірівській постановці Макбет. Джим актор, який постійно на задньому плані чекає свого шансу для головної ролі. |         |                               |            |                 |                        |
| 6 | 6       | «Зішестя» «The Harrowing»     | Девід Керр | 12 березня 2014 | 0.83                   |
| Кеті найнята Гектором і Табітою для догляду за їхнім братом-інвалідом Андрасом. Дії розгортаються у будинку, який побудований в готичному стилі. Кеті не повинна заходити до кімнати Андраса, якщо тільки він не задзвонить у дзвоник, чого він ніколи не робив при Гекторі і Табіті. |         |                               |            |                 |                        |

### 2 сезон (2015)
| Загальний № | № серії | Назва                                                  | Режисер                      | Дата прем'єри   | Глядачів (у мільйонах) |
| --- | ------- | ------------------------------------------------------ | ---------------------------- | --------------- | ---------------------- |
| 7 | 1       | «Купе» «La Couchette»                                  | Гіллем Моралес               | 26 березня 2015 | 1.69                   |
| Поки англійський лікар Максвелл, у якого важливі справи по роботі наступного дня, намагається спати у спальному вагоні, його постійно турбують інші пасажири купе. П'яний німець Йорг; британська пара Кет і Лес, які відвідують весілля своєї дочки; австралійський турист Шон. Вночі мандрівники роблять жахливе відкриття. |         |                                                        |                              |                 |                        |
| 8 | 2       | «12 спогадів Крістін» «The 12 Days of Christine»       | Гіллем Моралес               | 2 квітня 2015   | 1.69                   |
| Крістін зустрічає Адама на новорічній вечірці. Згодом глядачі стають свідками кількох важливих подій у її житті. |         |                                                        |                              |                 |                        |
| 9 | 3       | «Суд над Елізабет Гедж» «The Trial of Elizabeth Gadge» | Ден Зефф                     | 9 квітня 2015   | 1.41                   |
| У 17 столітті жителька села Елізабет Гейдж звинувачується у чаклунстві. Якщо її визнають винною, то вона буде спалена на вогнищі. Магістрат сер Ендрю Пайк викликає для розслідування відомих двох мисливців на відьом містера Уоррена та містера Кларка.                                                                     |         |                                                        |                              |                 |                        |
| 10 | 4       | «Нульова підтримка» «Cold Comfort»                     | Стів Пембертон і Ріс Ширсміт | 16 квітня 2015  | 1.46                   |
| Енді починає волонтерство в умовах кризи. Йому дзвонить дівчина, яка хоче скоїти самогубство. |         |                                                        |                              |                 |                        |
| 11 | 5       | «День народження бабусі» «Nana's Party»                | Стів Пембертон і Ріс Ширсміт | 23 квітня 2015  | 1.53                   |
| Анжела та Джим запрошують сестру Анжели Керол, та її чоловіка Пата, щоб відсвяткувати 79-й день народження матері Анжели Меґі. Це сімейне свято, в якому зібралися дуже різні особистості, які переживуть несподівані події.                                                                                                  |         |                                                        |                              |                 |                        |
| 12 | 6       | «Спіритичний сеанс» «Séance Time»                      | Ден Зефф                     | 29 квітня 2015  | 1.14                   |
| Молода жінка Тіна відвідує мадам Талбот для медіум-сеансу. |         |                                                        |                              |                 |                        |

### 3 сезон (2016-17)
| Загальний № | № серії | Назва                      | Режисер          | Дата прем'єри   | Глядачів (у мільйонах) |
| --- | ------- | -------------------------- | ---------------- | --------------- | ---------------------- |
| 13 | 1       | «The Devil of Christmas»   | Грем Харпер      | 27 грудня 2016  | 1.03                   |
| У 1977 році в австрійському альпійському шале гірський гід розповідає родині британських туристів історію Крампусу.                              |         |                            |                  |                 |                        |
| 14 | 2       | «The Bill»                 | Гіллема Моралеса | 21 лютого 2017  | 1.47                   |
| Група друзів вечеряє в ресторані, але між ними виникає суперечка, коли йдеться про оплату рахунку.                                               |         |                            |                  |                 |                        |
| 15 | 3       | «The Riddle of the Sphinx» | Гіллема Моралеса | 28 лютого 2017  | 1.37                   |
| Професор Кембриджського університету допомагає студенту розгадати зашифрований кросворд.                                                         |         |                            |                  |                 |                        |
| 16 | 4       | «Empty Orchestra»          | Гіллема Моралеса | 7 березня 2017  | 1.26                   |
| Група людей прийшли до караоке, щоб відсвяткувати підвищення по службі одного з колег. Всі висловлюють свої почуття піснями.                     |         |                            |                  |                 |                        |
| 17 | 5       | «Diddle Diddle Dumpling»   | Гіллема Моралеса | 14 березня 2017 | 1.50                   |
| Девід знаходить чоловіче взуття під час пробіжки. Він зациклюється на пошуку власника взуття, напружуючи стосунки з дружиною Луїзою.             |         |                            |                  |                 |                        |
| 18 | 6       | «Private View»             | Гіллема Моралеса | 21 березня 2017 | 1.16                   |
| Керрі, Патрісія, Моріс, Кеннет та Джин відвідують приватну виставку мистецтв. Їх зустрічає офіціантка Беа, але ніхто не знає, чому їх запросили. |         |                            |                  |                 |                        |

### 4 сезон (2018)
| Загальний № | № серії | Назва                            | Режисер       | Дата прем'єри | Глядачів (у мільйонах) |
| --- | ------- | -------------------------------- | ------------- | ------------- | ---------------------- |
| 19 | 1       | «Zanzibar»                       | Девід Керр    | 2 січня 2018  | 2.19                   |
| Кілька гостей готелю Занзібар бачать, як їхні шляхи перетинаються одне з одним через різні інтриги.                                                                                    |         |                                  |               |               |                        |
| 20 | 2       | «Bernie Clifton's Dressing Room» | Грем Харпер   | 9 січня 2018  | 1.93                   |
| Комедійний дует "Сир і сухарі", який досяг свого успіху у 1980-х, після 30 років возз'єднується на один вечір.                                                                         |         |                                  |               |               |                        |
| 21 | 3       | «Once Removed»                   | Джим О'Хенлон | 16 січня 2018 | 2.15                   |
| У заміський будинок приїжджає вантажник, щоб допомогти господині. Цей епізод використовує зворотну хронологію розповіді .                                                              |         |                                  |               |               |                        |
| 22 | 4       | «To Have and to Hold»            | Девід Керр    | 23 січня 2018 | 1.92                   |
| Весільний фотограф та його дружина спостерігають, як їх власний шлюб повільно розпадається, але дружина дізнається страшну таємницю чоловіка.                                          |         |                                  |               |               |                        |
| 23 | 5       | «And the Winner Is...»           | Грем Харпер   | 30 січня 2018 | 1.91                   |
| Сім членів журі телевізійної премії збираються, щоб призначити нагороду за найкращу актрису.                                                                                           |         |                                  |               |               |                        |
| 24 | 6       | «Tempting Fate»                  | Джим О'Хенлон | 6 лютого 2018 | 1.82                   |
| Троє муніципальних службовців повинні прибрати квартиру нещодавно померлого колекціонера різноманітних дрібничок. Вони виявляють, що він виграв 3 500 000 фунтів стерлінгів у лотерею. |         |                                  |               |               |                        |

### Спеціальний епізод (2018)
| Загальний № | № серії | Назва       | Режисер         | Дата прем'єри  | Глядачів (у мільйонах) |
| --- | ------- | ----------- | --------------- | -------------- | ---------------------- |
| 25 | 1       | «Dead Line» | Барбара Вілтшир | 28 жовтня 2018 | <1.40                  |
| Ідучи ввечері додому, Артур знаходить мобільний телефон на кладовищі. Забираючи його з собою додому, трапляються дивні події. |         |             |                 |                |                        |

### 5 сезон (2020)
| Загальний № | № серії | Назва                    | Режисер          | Дата прем'єри  | Глядачів (у мільйонах) |
| --- | ------- | ------------------------ | ---------------- | -------------- | ---------------------- |
| 26 | 1       | «The Referee's a W***er» | Метт Ліпсі       | 3 лютого 2020  | 1.66                   |
| Дія розгортається у роздягальці для футбольних суддів.                                                                                           |         |                          |                  |                |                        |
| 27 | 2       | «Death Be Not Proud»     | Метт Ліпсі       | 10 лютого 2020 | 1.44                   |
| Коли Бітті та її партнер Сем переїжджають у нову квартиру, відбуваються дивні речі.                                                              |         |                          |                  |                |                        |
| 28 | 3       | «Love's Great Adventure» | Гіллема Моралеса | 17 лютого 2020 | 1.35                   |
| Тревор і Джулія завжди намагаються зробити Різдво особливим для своєї сім'ї, але через відсутність коштів цього року буде все складно проводити. |         |                          |                  |                |                        |
| 29 | 4       | «Misdirection»           | Гіллема Моралеса | 24 лютого 2020 | <1.39                  |
| Всесвітньо відомий фокусник бере інтерв’ю у студента-журналіста                                                                                  |         |                          |                  |                |                        |
| 30 | 5       | «Thinking Out Loud»      | Стів Пембертон   | 2 березня 2020 | <1.42                  |
| Шість різних персонажів діляться своїми історіями на камеру, не знаючи, що їх долі скоро перетнуться.                                            |         |                          |                  |                |                        |
| 31 | 6       | «The Stakeout»           | Гіллема Моралеса | 9 березня 2020 | <1.46                  |
| Два поліцейських ведуть нічне патрулювання, і один розпитує іншого про колишнього напарника, який загинув під час жорстокого нападу.             |         |                          |                  |                |                        |

### 6 сезон (2021)
| Загальний № | № серії | Назва                     | Режисер          | Дата прем'єри  | Глядачів (у мільйонах) |
| --- | ------- | ------------------------- | ---------------- | -------------- | ---------------------- |
| 32 | 1       | «Wuthering Heist»         | Гіллема Моралеса | 10 травня 2021 | 1.84                   |
| Панталоне найняв банду, щоб здійснити пограбування, але він не здогадується, що деякі члени банди планують вкрасти в нього. |         |                           |                  |                |                        |
| 33 | 2       | «Simon Says»              | Гіллема Моралеса | 17 травня 2021 | <1.65                  |
| Популярна телевізійна драма "Дев'яте коло" невдало закінчилось, тому відданий фанат Саймон Сметюрст відвідує шоурунера Спенсера Магуайра, щоб спробувати налагодити ситуацію і закінчити серіал саме так, як того хочуть фанати. |         |                           |                  |                |                        |
| 34 | 3       | «Lip Service»             | Гіллема Моралеса | 24 травня 2021 | <1.64                  |
| Фелікс підозрює свою дружину у зраді, і наймає професіоналку Айріс, яка вміє читати по губах, яка допомагає йому дізнатись правду. Все відбувається у дешевому готелі, в якому не можна приводити нікого стороннього. Під час спостерігання за жінкою Фелікса Айріс дізнається, що насправді це колишня жінка Фелікса, і вона має постанову суду, у якій забороняється наближатись Феліксу до неї. Час від часу до Фелікса навідується адміністратор готелю, щоб переконатись, що нікого немає у його номері, та чи не робіть він нічого аморального. |         |                           |                  |                |                        |
| 35 | 4       | «Hurry Up and Wait»       | Метт Ліпсі       | 31 травня 2021 | <1.33                  |
| Джеймс актор, який отримав роль поліцейського у новій кримінальній драмі. Прибуваючи на місце зйомок його зустрічає асистентка Джо, яка проводжає його до трейлеру. Джо відкрито ігнорує маловажливого актора, і каже, щоб Джеймс чекав своєї сцени у трейлері. Під час повторення сцени, Джеймс дізнається, що трейлер належить одній дивній родині, яка явно щось приховує. |         |                           |                  |                |                        |
| 36 | 5       | «How Do You Plead?»       | Гіллема Моралеса | 7 червня 2021  | <1,34                  |
| Відомий адвокат у кримінальних справах Вебстер у якого день народження, викликає свого доглядача Урбана незважаючи, що в нього вихідний день. Прибуваючи на місце Урбан помічає, що Вебстер всіх гостей вигнав. щоб він міг з ним поговорити на останок. Під час розмови Урбан розпитує Вебстера про його роботу, і Вебстер зізнається, що уклав угоду з Сатаною, і через це він став таким успішним адвокатом. |         |                           |                  |                |                        |
| 37 | 6       | «Last Night of the Proms» | Метт Ліпсі       | 14 червня 2021 | 1,2                    |
| Сім'я проводить щорічну вечірку "Остання ніч випускного вечора" насолоджуючись церемонією. |         |                           |                  |                |                        |

## Нагороди і номінації
| Рік  | Нагорода                                         | Категорія                    | Робота                       | Результат |
| ---- | ------------------------------------------------ | ---------------------------- | ---------------------------- | --------- |
| 2014 | Royal Television Society                         | Best Comedy Performance      | У дев'ятому номері           | Перемога  |
| 2014 | Royal Television Society Craft and Design Awards | Make Up Design – Drama       | Ліза Каваллі-Ґрін            | Номінація |
| 2015 | British Academy Television Craft Awards          | Best Writing                 | У дев'ятому номері           | Номінація |
| 2014 | British Comedy Guide                             | Best TV Comedy Drama         | У дев'ятому номері           | Перемога  |
| 2014 | British Comedy Awards                            | Best New Comedy              | У дев'ятому номері           | Номінація |
| 2014 | British Comedy Awards                            | Best Comedy Drama            | У дев'ятому номері           | Номінація |
| 2015 | British Comedy Guide                             | Best TV Comedy Drama         | У дев'ятому номері           | Перемога  |
| 2016 | Rose d'Or                                        | Best Comedy                  | У дев'ятому номері           | Перемога  |
| 2016 | British Comedy Guide                             | Best TV Comedy Drama         | У дев'ятому номері           | Перемога  |
| 2017 | British Comedy Guide                             | Best TV Comedy Drama         | У дев'ятому номері           | Перемога  |
| 2017 | British Comedy Guide                             | Comedy of the Year           | У дев'ятому номері           | Перемога  |
| 2018 | British Comedy Guide                             | Best TV Comedy Drama         | У дев'ятому номері           | Перемога  |
| 2018 | British Comedy Guide                             | Comedy of the Year           | У дев'ятому номері           | Перемога  |
| 2018 | Writers' Guild of Great Britain                  | Best TV Situation Comedy     | Стів Пембертон і Ріс Шерсміт | Перемога  |
| 2019 | Chortle Awards                                   | TV Award                     | У дев'ятому номері           | Перемога  |
| 2019 | British Academy Television Awards                | Best Male Comedy Performance | Стів Пембертон               | Перемога  |
| 2020 | British Comedy Guide                             | Best TV Comedy Drama         | У дев'ятому номері           | Перемога  |